# Cosmoscarta bimacula
Cosmoscarta bimacula är en insektsart som först beskrevs av Walker 1851.  Cosmoscarta bimacula ingår i släktet Cosmoscarta och familjen spottstritar. Inga underarter finns listade i Catalogue of Life.